# Zaułek Piękna
Zaułek Piękna, zwany też Deloitte House – biurowiec z częścią usługową na parterze przy ul. Pięknej 18 w Warszawie u zbiegu Kruczej i Mokotowskiej w dzielnicy Śródmieście.

## Opis
Bryła budynku jest wpisana w przedwojenną siatkę ulic zamykając urbanistycznie ostry narożnik powstały ze zbiegu ulic w bezpośrednim sąsiedztwie jednego z najlepszych biurowców warszawskiego socmodernizmu: Metalexportu wg projektu Zbigniewa Karpińskiego i Tadeusza Bogdana Zielińskiego. Posiada 9 kondygnacji naziemnych i trzy podziemne. Struktura budynku podkreśla klasyczny dla kamienic trójpodział fasady: parter przeznaczony jest na handel, natomiast piętra 1–8 przeznaczone są na biura i wycofana siódma kondygnacja, na której znajduje się taras z widokiem na Park Ujazdowski.
Całkowita jego powierzchnia wynosi ponad 16 000 m², z czego ponad 8 000 m² stanowi powierzchnia użytkowa. Powierzchnia biurowa zajmuje 8 100 m², a usługowo-handlowa 600 m². Kubatura budynku wynosi 56 337 m³. Posiada fasadę ze szkła połączonego ze stalą nierdzewną i kamieniem naturalnym. W przeszklonej elewacji zaznaczono gzymsami z kamienia naturalnego podziały na kondygnacje. Podział jest wyrazisty dzięki kontrastowym barwom jasnego kamienia z ciemnym szkłem elewacji. Przeszklenia od podłogi po sufit zapewniają dobry dostęp do światła dziennego.
Obiekt charakteryzuje się wysokim standardem wykończenia wewnętrznego, na co składa się między innymi: klimatyzacja, okablowanie elektryczne, telefoniczne i komputerowe z okablowaniem światłowodowym, podwieszane sufity i podnoszone podłogi oraz zastosowanie technologii AEROSEAL®, która zapewnia optymalną wymianę powietrza we wszystkich pomieszczeniach budynku.
Obiekt jest projektem inwestycyjnym spółki Ghelamco Poland, którego autorem jest architekt Ludwik Konior z biura Konior & Partners Architects przy współpracy z biurem Atelier 2 Architekci.